# Fantasia e Realidade
O Grêmio Recreativo Cultural Escola de Samba Fantasia e Realidade é uma escola de samba de Diadema.
Em 2012, foi promovida para o Grupo principal do carnaval da cidade.

## Carnavais
| Ano                                     | Colocação | Grupo | Enredo                              | Ref.        |
| --------------------------------------- | --------- | ----- | ----------------------------------- | ----------- |
| 1995                                    |           |       | Mussum, o gigante trapalhão.        | [ 1 ]       |
| 1996                                    |           |       | Viva Nova Diadema                   | [ 1 ]       |
| 1997                                    |           | Bloco | Amazônia, o pulmão do mundo         | [ 1 ]       |
| 1998                                    |           | 2     | Confraternização                    | [ 1 ]       |
| 1999                                    | Campeã    | 2     |                                     | [ 1 ]       |
| 2000                                    |           | 1     | De Ben a Ben Jor e viva Jorge       | [ 1 ]       |
| 2001                                    |           | 1     | Dez anos de felicidade              | [ 1 ]       |
| Não desfilou em 2002.                   |           |       |                                     |             |
| 2003                                    |           | 2     | Apocalipse, não! Viva e Deixe Viver | [ 3 ]       |
| 2004                                    |           |       | Uma viagem à terra da garoa         | [ 1 ]       |
| 2006                                    | 4º lugar  | 2     |                                     | [ 1 ] [ 4 ] |
| 2007                                    | 3º lugar  | 2     | Astrologia - A simbologia da vida   | [ 1 ] [ 5 ] |
| 2008                                    | 4º lugar  | 2     |                                     | [ 1 ] [ 6 ] |
| 2009                                    | 4º lugar  | 2     |                                     | [ 7 ]       |
| Em 2010 ocorreu desfile sem avaliação.  |           |       |                                     |             |
| 2011                                    | 3º lugar  | 2     |                                     | [ 9 ]       |
| 2011                                    | 2º lugar  | 2     |                                     | [ 10 ]      |
| Em 2013 ocorreu desfile sem competição. |           |       |                                     |             |